# 施明新
施明新（1930年—2002年），曾用名施冲旧、冲凌，男，福建厦门人，中国指挥家、作曲家，曾任中国音乐家协会理事。